# Lexington (Missouri)
Lexington és una població dels Estats Units a l'estat de Missouri. Segons el cens del 2000 tenia 4.453 habitants.

## Demografia
Segons el cens del 2000, Lexington tenia 4.453 habitants, 1.815 habitatges, i 1.210 famílies. La densitat de població era de 494,1 habitants per km².
Dels 1.815 habitatges en un 31,1% hi vivien nens de menys de 18 anys, en un 48,9% hi vivien parelles casades, en un 13,3% dones solteres, i en un 33,3% no eren unitats familiars. En el 30% dels habitatges hi vivien persones soles el 15% de les quals corresponia a persones de 65 anys o més que vivien soles. El nombre mitjà de persones vivint en cada habitatge era de 2,37 i el nombre mitjà de persones que vivien en cada família era de 2,9.
Per edats la població es repartia de la següent manera: un 25,2% tenia menys de 18 anys, un 8% entre 18 i 24, un 26% entre 25 i 44, un 22,7% de 45 a 60 i un 18% 65 anys o més.
L'edat mediana era de 38 anys. Per cada 100 dones de 18 o més anys hi havia 85,7 homes.
La renda mediana per habitatge era de 32.759 $ i la renda mediana per família de 39.583 $. Els homes tenien una renda mediana de 31.672 $ mentre que les dones 21.646 $. La renda per capita de la població era de 17.879 $. Entorn del 12,8% de les famílies i el 14,9% de la població estaven per davall del llindar de pobresa.

## Poblacions més properes
El següent diagrama mostra les poblacions més properes.